# Рим не сразу строился (реалити-шоу)

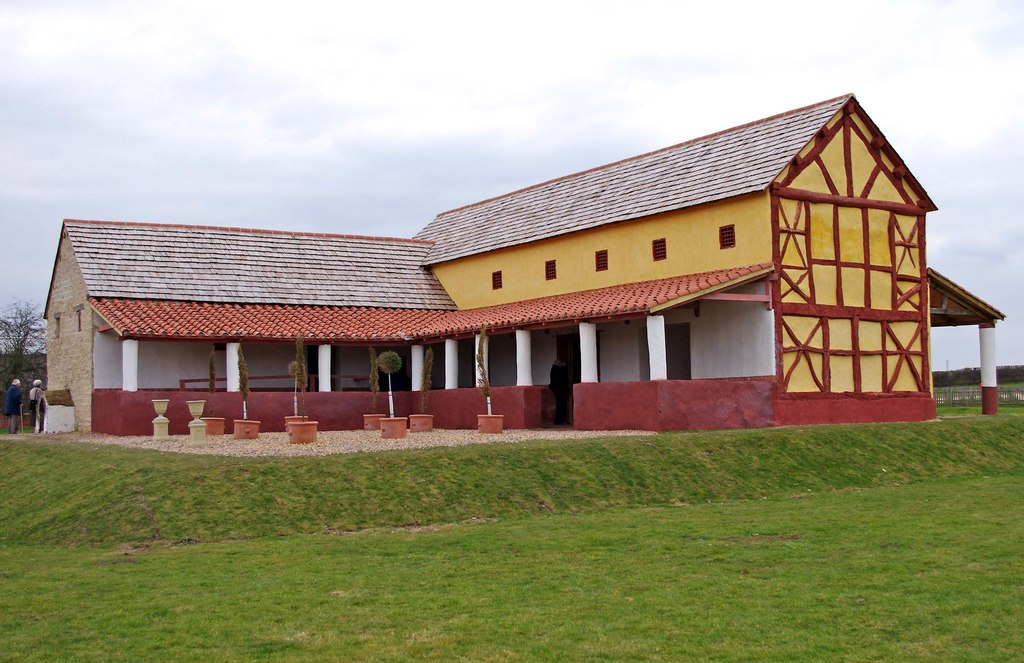
Точная копия виллы Урбана

«Рим не сразу строился» (англ. Rome Wasn't Built in a Day) — телевизионное шоу, впервые показанное на Channel 4 в Англии в 2011 году.

## Сюжет
Телевизионное шоу (закадровый голос Стивен Мэнгэн) показывает ежедневный труд бригады современных строителей, нанятых для постройки Римской виллы в селе Вроксетер (Viroconium Cornoviorum), с использованием аутентичных римских технологий. В бригаду входят: бригадир Джим Блекхэм, штукатур Тимоти Далтон-Добсон, водопроводчик Кевин Фэил, плотник Фред Фэррей, каменщик Даррен Принс и рабочий Бен Готсел. Им помогали местные добровольцы и иногда опытные мастера, общее наблюдение за процессом осуществлял археолог Дай Морган Эванс, который спроектировал виллу для организации «Английское наследие».
Выпуски шоу начались 20 января 2011 г. После четырёх эпизодов плотник Фред Фэррей покинул шоу после неудачных измерений балок для крыши. Его заменил Уильям Кендал.
Вилла была закончена и открыта публике 19 февраля 2011 года. Она спроектирована так, чтобы показывать римские строительные технологии и бытовую жизнь.

## Трансляции в других странах, кроме Англии
- В Австралии это шоу показывалось на канале ABC1 каждый четверг в 20:30 с 4 октября 2011 года[6]

- В Новой Зеландии шоу показывалось на телеканале Living каждую субботу в 18:30 с 13 ноября 2011 г.[7]